# Ngatpang
 Ovo je glavno značenje pojma Ngatpang. Za rijeku na istom otoku pogledajte Ngatpang.
Ngatpang je jedna od 16 država Palaua, smještena uz zaljev Ngeremeduu. 
Ima oko 300 stanovnika, a površina joj je 47 km². Ima tek nekoliko zaselaka Mechebechubel, Ibobang, Ngeruchod, i Ngerdubech. Glavni je grad Oikuul. U Ngatpangu se nalazi više geografskih i etnografskih zanimljivosti, među kojima vodopad Tabecheding, zaljev Ngeremeduu, plaže, kameni rezbareni monoliti i statua Ngiratkela Etpisona.
Staro ime države bilo je Ngerdubech, čije je značenje ‘mjesto gdje raste kokos’. 
U prošlosti je Ngatpang bio poznat po lončarstvu. Glinena svjetiljka u kojoj gori kokosovo ulje prikazana je na državnoj zastavi Ngatpanga.